# (464498) 2016 BZ71
(464498) 2016 BZ71 es un asteroide perteneciente al cinturón de asteroides, descubierto el 1 de marzo de 2005 por el equipo Spacewatch desde el Observatorio Nacional de Kitt Peak (Arizona, Estados Unidos).